# Gnosimorhynchus dividuus
Gnosimorhynchus dividuus är en plattmaskart som beskrevs av Brunet 1972. Gnosimorhynchus dividuus ingår i släktet Gnosimorhynchus och familjen Koinocystididae. Inga underarter finns listade i Catalogue of Life.